# Stephan Hußmann
Stephan Hußmann (* 9. April 1965 in Menden) ist ein deutscher Mathematiker, Fachdidaktiker der Mathematik und Hochschullehrer. Er ist seit 2005 Professor an der Technischen Universität Dortmund.

## Leben und Forschung
Hußmann studierte von 1985 bis 1988 Philosophie an der Universität zu Köln, von 1988 bis 1996 Diplom-Mathematik und von 1996 bis 1997 Mathematik und Philosophie für das gymnasiale Lehramt an der Ruhr-Universität Bochum. Von 1997 bis 1998 war er wissenschaftlicher Mitarbeiter in der Arbeitsgruppe Stochastik an der Ruhr-Universität Bochum bei Sergio Albeverio und von 1998 bis 2001 in der Arbeitsgruppe Fachdidaktik an der Universität Duisburg-Essen. Hußmann promovierte 2001 bei Norbert Knoche und Harald Scheid in Mathematik mit der Dissertation „Konstruktivistisches Lernen an Intentionalen Problemen“. Zugleich war er Referendar an der Theodor-Körner-Schule und absolvierte 2000 sein zweites Staatsexamen in Mathematik und Philosophie. Von 2000 bis 2001 unterrichtete er an der Theodor-Körner-Schule. Daran anschließend war er von 2001 bis 2003 wissenschaftlicher Assistent am Fachbereich Mathematik an der Universität Duisburg-Essen bei Lisa Hefendehl-Hebeker.
Von 2003 bis 2005 war er Professor für Didaktik der Mathematik an der Pädagogischen Hochschule Karlsruhe. Danach lehrte er am Institut für Entwicklung und Erforschung des Mathematikunterrichts Didaktik der Mathematik an der Technischen Universität Dortmund. Von 2015 bis 2018 war er Geschäftsführender Herausgeber der fachdidaktischen Zeitschrift Journal für Mathematik-Didaktik. Von 2004 bis 2011 gab er die Zeitschrift Praxis der Mathematik in der Schule heraus. Seit 2011 ist er Direktor des Dortmunder Kompetenzzentrum für Lehrer:innenbildung und Lehr-/Lernforschung an der Technischen Universität Dortmund (DoKoLL).

## Auszeichnungen
- 2004: Förderpreis der Gesellschaft der Didaktik Mathematik (GDM) für die beste Dissertation[6]
- 2018: Förderpreis Lehrerausbildung Ruhr für „Innovative Lehrkonzepte im Studiengang Master of Education“[7]
- 2018: Auszeichnung als Schulbuch des Jahres für die Mathewerkstatt (hrsg. von Barzel, Hußmann, Leuders, Prediger)[8]

## Veröffentlichungen (Auswahl)
- Mathematik entdecken und erforschen in der Sekundarstufe II – Theorie und Praxis des Selbstlernen in der Sekundarstufe II (2003). Berlin: Cornelsen, ISBN 978-3-464-59173-4
- mit B. Lutz-Westphal, Diskrete Mathematik erleben – Anwendungsbasierte und verstehensorientierte Zugänge (2015). 2. Auflage, Berlin: Springer Spektrum.[9]
- mit B. Barzel, T. Leuders & S. Prediger, Mathewerkstatt 5-10. Ein Schulbuch für den mittleren Bildungsschulabschluss (2011-2016). Berlin: Cornelsen.[10]

- mit B. Barzel und T. Leuders, Computer, Internet & Co. Berlin (2006): Cornelsen-Scriptor.[11]

## Mitgliedschaften
- Gesellschaft für Didaktik der Mathematik
- Deutsche Mathematiker Vereinigung
- Deutsches Zentrum für Lehrkräftebildung Mathematik